# Creștinarea Rusiei Kievene

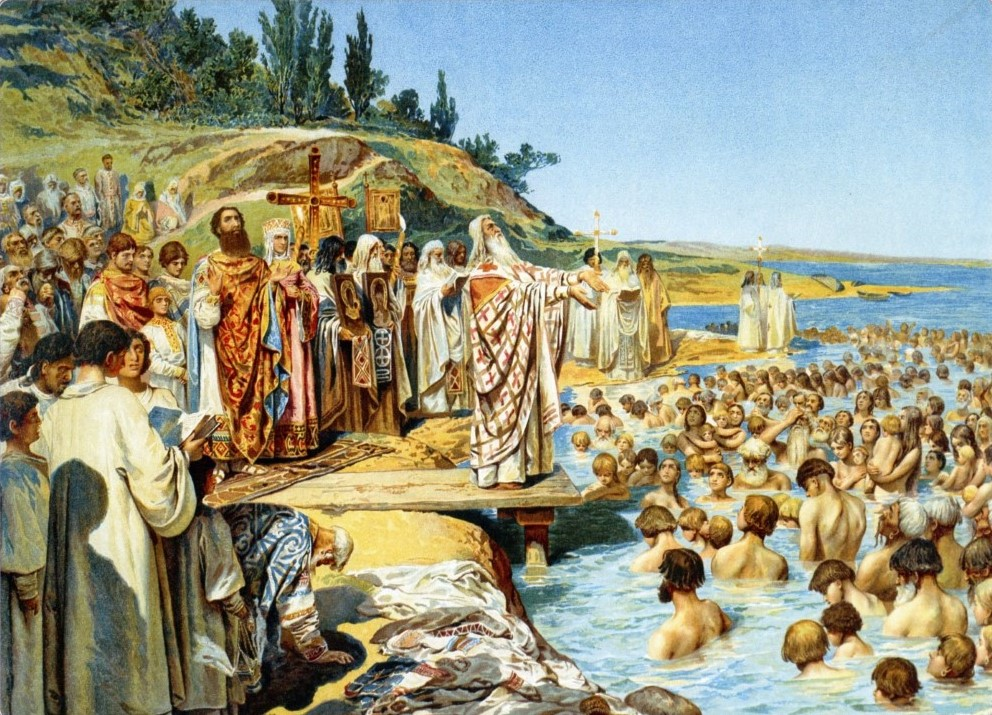
Botezul kievenilor, pictură de Klavdiî Lebedev.

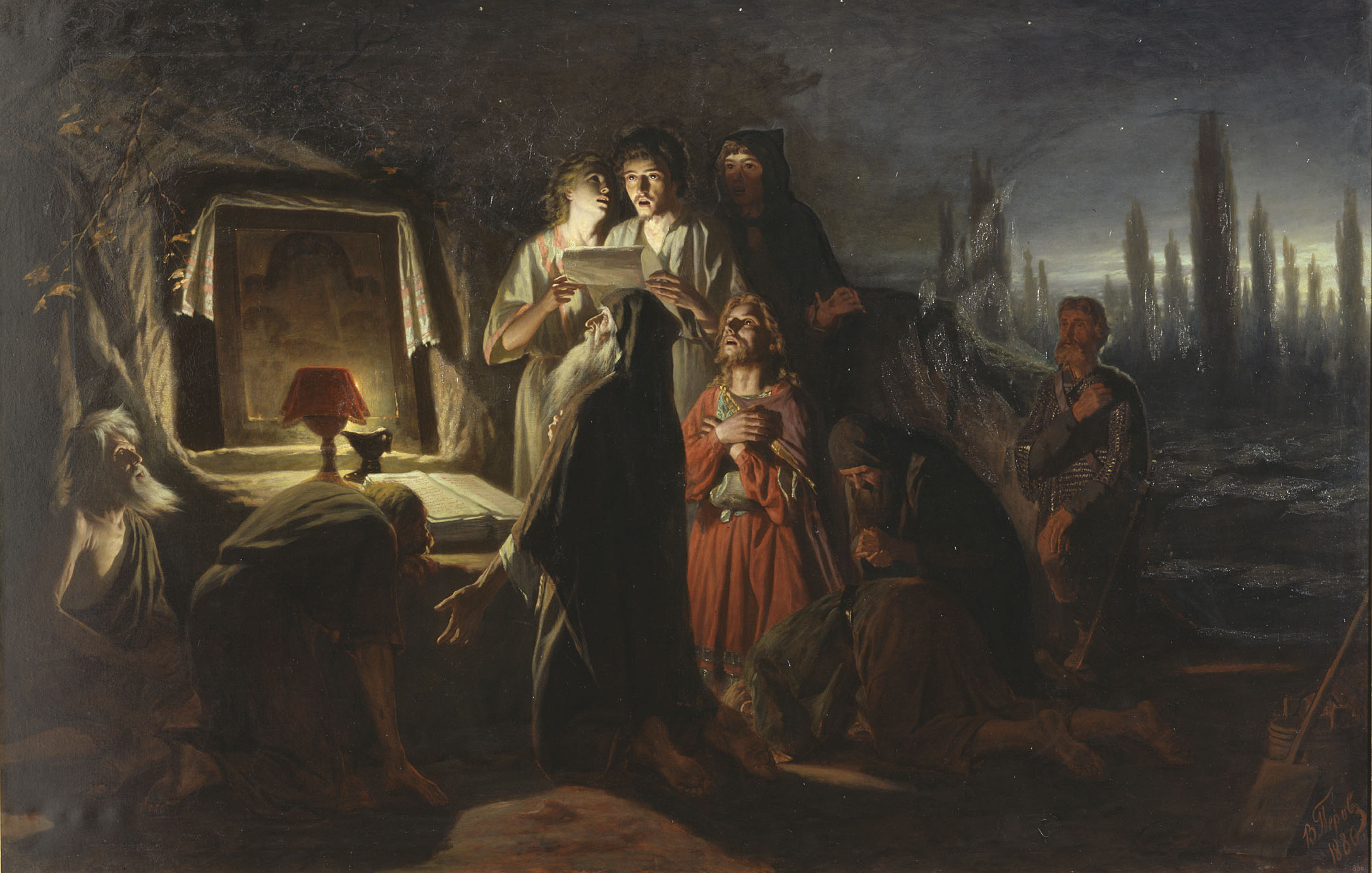
Întâlnire pe ascuns a creștinilor din Kiev-ul păgân, pictură de Vasili Perov.

Creștinarea Rusiei Kievene a avut loc în mai multe etape. 

## Istorie
Olga din Kiev a fost prima între conducătorii Rusiei Kievene care s-a convertit la creștinismul ortodox, la Constantinopol în anul 957; când l-a vizitat pe Constantin al VII-lea Porfirogenet.
La începutul anului 988, Patriarhul Fotie al Constantinopolului i-a anunțat pe ceilalți patriarhi ortodocși că poporul Rus a fost botezat de către episcopul său, primind creștinismul cu mare entuziasm. Încercările lui Fotie de a creștina Rusia Kieveană par să fi nu fi avut consecințe de durată, deoarece Cronica Primară (slavonă: Повѣсть времяньныхъ лѣтъ) și alte surse slave descriu poporul rus din secolul al X-lea ca fiind bine înrădăcinat în păgânism. 
Creștinarea definitivă a Kievului datează de la sfârșitul anilor 980 (anul exact este disputat), atunci când Vladimir cel Mare a fost botezat la Chersonesos, ceremonie prin care au fost botezați membrii familiei sale dar și toți oamenii din Kiev. Locul botezului lui Vladimir este marcat de Catedrala Sf. Vladimir. Vladimir  s-a botezat sub influența botezului bunicii sale, Olga din Kiev.
Ziua Botezului Rus (Днём крещения Руси) este o zi de sărbătoare legală în Federația Rusă, începând cu 31 mai 2010, în memoria botezului Rusiei Kievene cu referire la anul 988. Ziua a fost sărbătorită prima dată la 28 iulie. În Ucraina există o sărbătoare similară începând cu 2008.